# Reinhard Skricek
Reinhard Skricek (* 4. Januar 1948 in Scholven) ist ein ehemaliger deutscher Boxer. Skricek war Bronzemedaillengewinner der Olympischen Spiele 1976.

## Karriere
Skricek war 1968, 1973 und 1976 jeweils deutscher Vizemeister im Weltergewicht (-67 kg). 1970, 1973 und 1976 gewann er die Militärweltmeisterschaften. Er begann das Boxen beim BC Erle, startete aber später für die Boxstaffel des Bayer 04 Leverkusen.
1976 wurde er für die Olympischen Spiele in Montreal nominiert, obwohl er bei den Deutschen Meisterschaften im Finale gegen Harald Wolfgang Sixt verloren hatte. Im selben Jahr erreichte er jedoch auch jeweils die Halbfinals internationaler Turniere in Budapest und Ostrava. Bei den Spielen gewann er nach Siegen über Jose Vallejo, Dominikanische Republik (5:0), Luigi Minchillo, Italien (5:0), und Mike McCallum, Jamaika (3:2), und einer Halbfinalniederlage gegen den späteren Silbermedaillengewinner Pedro Gamarro, Venezuela (RSC 3.), überraschend die Bronzemedaille. Dafür wurde er mit dem Silbernen Lorbeerblatt ausgezeichnet.
Nach diesem Erfolg beendete Skricek seine Karriere. Er wurde Trainer und trainierte u. a. die Bundesligastaffel des BSK 27 Ahlen. Außerdem blieb er der Bundeswehr treu und diente als Oberfeldwebel in der Sportkompanie in Warendorf. Skricek lebt seit Jahren im münsterländischen Sassenberg.
Während seiner Zeit beim BSK 27 Ahlen war er auch in den Skandal um die ostwestfälische Rotlichtgröße Egon Kaderka verwickelt.